# Przewiercień jaskrowaty
Przewiercień jaskrowaty (Bupleurum ranunculoides L.) – gatunek rośliny z rodziny selerowatych. Występuje na obszarach górskich zachodniej i środkowej Europy, od Hiszpanii i Francji na zachodzie po Polskę, Rumunię i Bułgarię na wschodzie. W Polsce rośnie tylko w Tatrach – często w Tatrach Zachodnich i rzadko w Wysokich.

## Morfologia

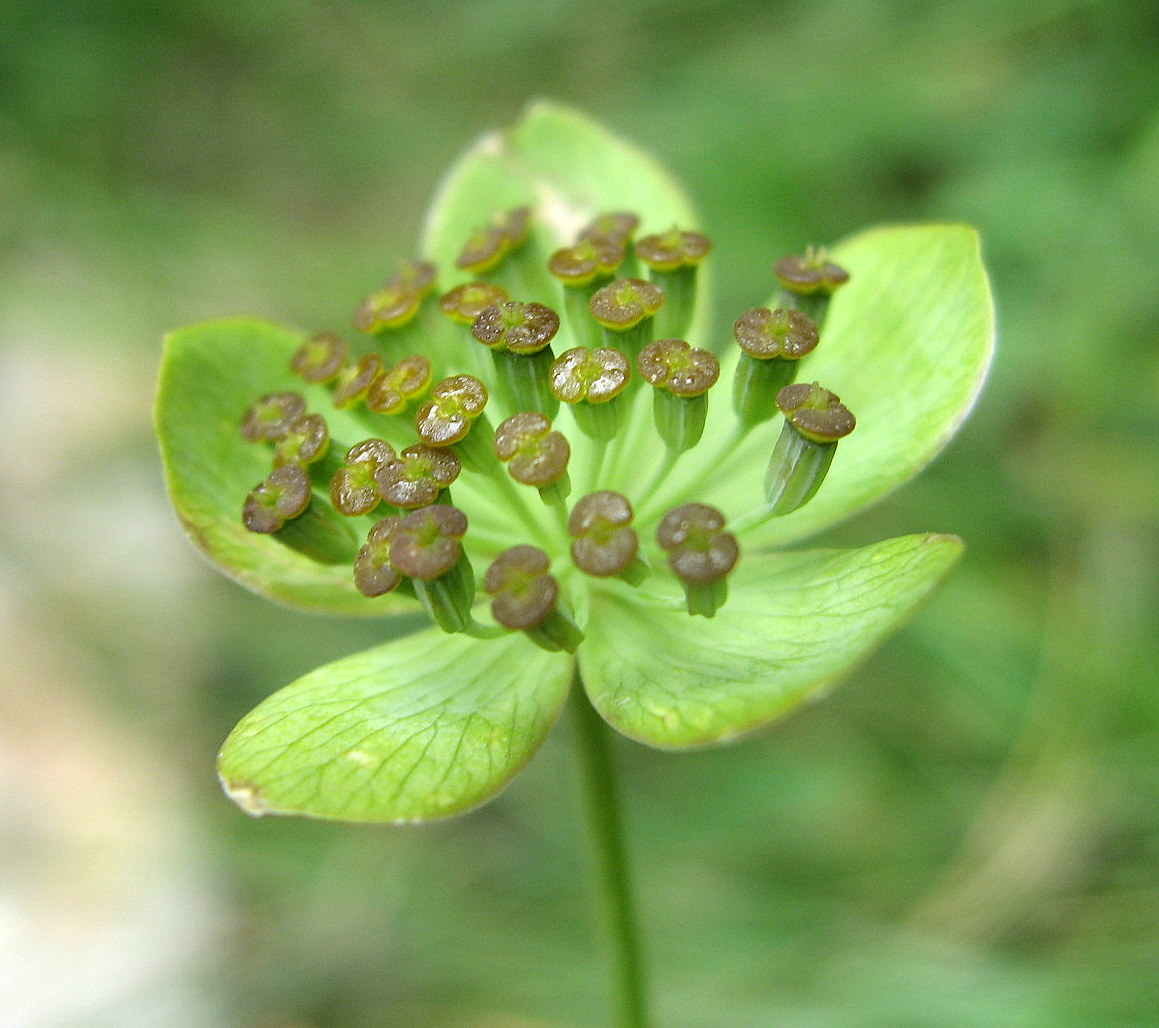
Owoce

PokrójZ wielogłowego, okrytego resztami zeschłych liści kłącza wyrasta sino- lub żywozielony pęd. Łodyga osiąga od kilku cm do 60, rzadziej do 100 cm wysokości i zwykle rozgałęzia się.
LiścieLiście odziomkowe w rozecie i dolne liście łodygowe są osadzone na ogonkach lub tylko zwężone u nasady; ich blaszka jest równowąska, lancetowata, o równoległych wiązkach przewodzących. Górne liście łodygowe u nasady są rozszerzone obejmując sercowato łodygę i są krótsze od niższych liści.
KwiatyZebrane w 3–15 baldaszków, te z kolei zebrane w baldach złożony. Pokrywy w liczbie 1–5 są podobne do górnych liści. Pokrywki w liczbie 5–9 są żółtawe do żółtawozielonych, jajowate, ostro zakończone, dłuższe od wspieranych baldaszków. Płatki korony są żółtawe, nierzadko czerwonawo nabiegłe, do 1,5 mm długie, półkoliste lub odwrotnie trójkątne, zakończone łatką.
OwoceElipsoidalne rozłupnie o długości do 3 mm i szerokości do 1,5 mm, o podobnej długości do szypułek. Na powierzchni są wyraźnie żebrowane.

## Biologia i ekologia
Bylina kwitnąca w lipcu i sierpniu. Rośnie na górskich zboczach i piargach wśród skał wapiennych.

## Zmienność
Poza podgatunkiem nominatywnym (subsp. ranunculoides) wyróżnia się B. ranunculoides subsp. telonense (Gren. ex Timb.-Lagr.) Bonnier; występujący we Francji i Włoszech. Opisywane dawniej odmiany (np. var. genuinum) nie są uznawane za istotne taksonomicznie i traktowane są jako synonimy nazwy gatunkowej.